# Меллор, Чак
Чарльз Лоуренс (Чак) Меллор (англ. Charles Lawrence (Chuck) Mellor; 27 декабря 1893, Чикаго, Иллинойс — 11 февраля 1962) — американский легкоатлет, выступавший в марафонском беге. Участник летних Олимпийских игр 1920 и 1924 годов.

## Биография
Чак Лоуренс родился 27 декабря 1893 года в американском городе Чикаго.
Выступал в легкоатлетических соревнованиях за «Мохок» из Нью-Йорка. В 1925 году стал чемпионом США в марафонском беге. 
В 1920 году, выиграв короткую дистанцию на Детройтском марафоне, вошёл в состав сборной США на летних Олимпийских играх в Антверпене. В марафонском беге занял 12-е место, показав результат 2 часа 45 минут 30,0 секунды и уступив 12 минут 54,2 секунды завоевавшему золото Ханнесу Колехмайнену из Финляндии.
В 1924 году вошёл в состав сборной США на летних Олимпийских играх в Париже. В марафонском беге занял 25-е место с результатом 3:24.07,0, уступив 42 минуты 44,4 секунды завоевавшему золото Альбину Стенроосу из Финляндии.
Трижды становился призёром Бостонского марафона: в 1921 и 1924 годах занимал 2-е место, в 1925 году выиграл забег.
Умер 11 февраля 1962 года.

## Личный рекорд
- Марафон — 2:30.04 (1920)[1]